# Глас народа
Глас наро́да (лат. Vox populi) — разработанное Евгением Киселёвым популярное ток-шоу общественно-политического характера, выходившее изначально на НТВ, затем на ТВ-6 и радио «Эхо Москвы». На ТВС программа получила новое название — «Ничего личного». Программа выходила с 12 октября 1999 по 19 октября 2002 года, изначально — во вторник поздно вечером, затем — по четвергам или пятницам вечером. Ток-шоу «Ничего личного» выходило по субботам вечером. Первым ведущим программы «Глас народа» был Евгений Киселёв, с осени 2000 года его сменила Светлана Сорокина.
Программы похожего формата с Сорокиной выходили позже на «Эхе Москвы» («Разговорчики в строю») и «Первом канале» («Основной инстинкт»).

## История программы
Примерно в 1998 году известный телепродюсер Александр Левин, работавший тогда директором кинокомпании DIXI, предложил Евгению Киселёву сделать на канале НТВ новое политическое ток-шоу, которое должно было освещать актуальные события в стране в прямом эфире. Киселёв не сразу поддержал его задумку, поскольку он считал, что для такой передачи была нужна отдельная большая студия, а также специальный свет, звук, много телекамер. На отложение рассмотрения идеи также повлиял финансовый кризис 1998 года. Вернулись к идее только весной 1999 года, когда Левина назначили главным продюсером на НТВ: было принято решение начать строительство студии и отснять несколько пробных пилотных выпусков. Запуск ток-шоу изначально планировался на конец сентября 1999 года.
Первый выпуск программы состоялся 12 октября 1999 года на телеканале НТВ. Программа выходила из 11-й студии Останкино (откуда выходили в эфир почти все большие передачи канала) в режиме прямого эфира. Отдельные выпуски «Гласа народа» были выпущены в записи, но вскоре программа была переведена обратно в прямой эфир. Первое время программа выходила по вторникам вечером в 22:45, а хронометраж составлял 1 час, затем время её выхода переместилось на пятничный вечер (19:40 или 20:00), а продолжительность стала варьироваться. В сетках вещания НТВ и ТВ-6 также могли появляться повторы показанных накануне выпусков.
Первый сезон (1999—2000 годов) передачу вёл автор программы — Евгений Киселёв. Программа привлекла внимание многих телезрителей. Широкий общественный резонанс вызвал выпуск от июня 2000 года, в котором после выхода из следственного изолятора принял участие основатель и владелец НТВ Владимир Гусинский. В выпуске принимали участие как сторонники оппозиционного на тот момент властям России НТВ (публицист Александр Минкин), так и его оппоненты (политтехнолог Глеб Павловский). Целевой аудиторией программы считалась, в основном, интеллигенция и люди, неравнодушные к актуальной политической повестке.
С начала по середину июля 2000 года, в связи с развитием начальных событий вокруг дела НТВ, «Глас народа» выходил в эфир без объявления в печатных программах передач (вместо него там указывались художественные фильмы), с расширенной продолжительностью. В отдельных случаях программа могла перебирать заявленный по печатной программе передач хронометраж и сдвигать по сетке вниз на 40 минут плановый выпуск программы «Сегодня» в 22:00 (о чём свидетельствовал соответствующий титр об изменении в программе на синем фоне, чуть правее логотипа НТВ). После ухода в отпуск программы «Герой дня», передача выходила в эфир с 19:40 до 22:00, между двумя информационными выпусками.
С 8 сентября 2000 года и до конца существования передачи её бессменной ведущей была Светлана Сорокина, один раз в июне 2000 года уже заменявшая основного ведущего. Об уходе из программы Киселёв вспоминал следующим образом: «Коли уж так случилось, что я оказался в роли руководителя компании, значит — отвечаю за творческую судьбу наших людей. Сорокина, не при ней будет сказано, — телезвезда первой величины, я должен думать теперь о том, чтобы она росла».
О смене ведущих в программе телекритик Анри Вартанов писал:
У Киселёва в последнее время передача стала тяжеловесной и слишком уж тенденциозной. Несколько выпусков, проведённых им после ареста Владимира Гусинского, изрядно подпортили репутацию интересного проекта. Сорокина привнесла в программу непосредственность и объективность. Перед студией и перед нами, зрителями, она ставит вопросы, не имея подчас на них однозначных ответов. Мало того, иногда по ходу разговора меняет планы и даже своё отношение к тем или иным явлениям. Так было в споре по поводу предложения Бориса Березовского передать ряду лиц акции ОРТ в доверительное управление...
В апреле 2001 года, после перехода телеканала НТВ под контроль «Газпром-Медиа», «команда Киселёва» практически в полном составе переходит на телеканал ТВ-6. Но запустить программу в эфир ТВ-6 долгое время не удавалось — в то время на телеканале не было подходящей для неё телевизионной студии. На НТВ в то же время рассматривалось возобновление программы с другими ведущими, но осенью 2001 года на телеканале решили заменить «Глас народа» программой схожего формата — «Свобода слова» с Савиком Шустером.
Первый выпуск «Гласа народа» на ТВ-6 вышел в эфир 27 сентября 2001 года. Формат программы остался без изменений. Здесь программа продолжила выходить в эфир до 18 января 2002 года, изначально — по четвергам вечером, позднее — по пятницам вечером, в прайм-тайм (21:00 МСК) с повтором на следующий день утром. Четырьмя днями позднее телеканал ТВ-6 будет отключён от эфира, и производство программы в очередной раз было прекращено. После этого в эфир начала выходить радиоверсия программы на радио «Эхо Москвы».
В то же время (2001—2002 годы) телеканал НТВ попытался зарегистрировать на себя ряд названий программ, которые впервые вышли в эфир именно на этом телеканале (среди них — «Сегодня», «Глас народа», «Один день», «Герой дня», «Герой дня без галстука», «Итого», «Интересное кино», «Новейшая история»). Руководство телеканала выражало своё недовольство тем, что «программы, права на которые принадлежат НТВ, теперь собирают зрителей на другом телеканале» (ТВ-6).
В августе 2002 года Сорокина начала работу над новым общественно-политическим ток-шоу под названием «Ничего личного» для канала ТВС. Первый выпуск планировался сначала на 26 августа 2002 года, потом на 14 сентября 2002 года, но в итоге появился в эфире только 21 сентября 2002 года. Он был посвящён новому телевизионному сезону. Хронометраж ток-шоу был сильно сокращён — с полутора часов до 30-40 минут. Формат программы также стал несколько иным. Но ток-шоу «Ничего личного» не оказалось таким популярным, как «Глас народа», пережило всего 5 выпусков, и в ноябре 2002 года программа была окончательно закрыта. В январе 2003 года Сорокина перешла на «Первый канал», где стала работать над новым ток-шоу «Основной инстинкт».

## Резонансные эпизоды
Ключевая особенность программы — помимо обсуждения темы в студии с приглашёнными политическими и общественными деятелями, право голоса имели и обычные телезрители — посредством телефонного или же интернет-голосования на сайте НТВ (оно проводилось в один день с выходом передачи в телеэфир). Зрителям предлагалось ответить на поставленный в студии вопрос, предусматривающий два однозначных варианта ответа («Да» и «Нет»).
Другая особенность передачи — иногда в рамках эфирного времени программы предусматривался эксклюзивный показ документального фильма зарубежного производства на актуальную тему российской общественно-политической жизни. Среди них — английская документальная лента «Царь Борис» (об эпохе президентства Ельцина) и норвежский документальный фильм «Курск» (о трагедии АПЛ К-141 «Курск»).
Ещё программа отличалась от похожих новым, нестандартным для тогдашнего российского телевидения подходом к проведению теледебатов. В период проведения парламентских и президентских выборов 1999—2000 годов Киселёв не выбирал для дебатов нескольких выбранных слепым жребием кандидатов, а ограничивался всего лишь двумя политическими деятелями, отстаивающими противоположные политические взгляды. Кроме того, в период выхода программы и на НТВ, и на ТВ-6 дискуссия в студии обрамлялась тематическими репортажами, интервью (в записи или же в режиме реального времени) и комментариями от корреспондентов или редакторов Служб информации телекомпаний (идея позже будет использоваться в другом ток-шоу Сорокиной «Основной инстинкт»).
В выпуске «Какой гимн нужен стране?» от декабря 2000 года в студию программы были приглашены сторонники и противники возвращения в качестве официальной государственной символики старой советской музыки гимна авторства Александрова. При этом к дискуссии в 11-й студии Останкино был подключён прямой эфир из студии радиостанции «Эхо Москвы», где ведущий и два приглашённых гостя обсуждали ту же самую тему (на ТВ-6 эта же идея позднее использовалась на прямых эфирах, связанных с шоу «За стеклом»).
В декабре 2001 года в выпуск «Гласа народа», в котором обсуждалось реалити-шоу «За стеклом», были приглашены три пары гостей, где в каждой один оратор обязательно был за передачу, а другой выступал против неё. Ведущая также принимала активное участие в дискуссии, занимая одну из позиций.
Последний выпуск программы (18 января 2002 года) был посвящён теме «Сохранится ли в России частное телевидение?». В студии обсуждались события, разворачивавшиеся вокруг канала ТВ-6, по телемосту из Лондона принимал участие владелец контрольного пакета акций МНВК Борис Березовский.